# 光华工程科技奖
光华工程科技奖是中国工程院主管的一个工程科技类奖项，为中国工程界最高的奖项。
光华工程科技奖设立于1996年，由两院院士朱光亚和台湾企业家尹衍樑、杜俊元、陈由豪共同捐资成立。光华工程科技奖每两年评选一次，中国工程院负责具体的评奖工作，
2002年在原设“工程奖”的基础上增设了“成就奖”和“青年奖”。